# Liste der Kulturdenkmäler in Nentershausen (Hessen)
Die folgende Liste enthält die in der Denkmaltopographie ausgewiesenen Kulturdenkmäler auf dem Gebiet  der Gemeinde Nentershausen, Landkreis Hersfeld-Rotenburg, Hessen.
Hinweis: Die Reihenfolge der Denkmäler in dieser Liste orientiert sich zunächst an Ortsteilen und anschließend der Anschrift, alternativ ist sie auch nach der Bezeichnung oder der Bauzeit sortierbar.
Kulturdenkmäler werden fortlaufend im Denkmalverzeichnis des Landes Hessen durch das Landesamt für Denkmalpflege Hessen auf Basis des Hessischen Denkmalschutzgesetzes (HDSchG) geführt. Die Schutzwürdigkeit eines Kulturdenkmals hängt nicht von der Eintragung in das Denkmalverzeichnis des Landes Hessen oder der Veröffentlichung in der Denkmaltopographie ab.

## Kulturdenkmale nach Ortsteilen

### Bauhaus
| Bild            | Bezeichnung                   | Lage                                                            | Beschreibung | Bauzeit | Daten |
| --------------- | ----------------------------- | --------------------------------------------------------------- | ------------ | ------- | ----- |
| Bild gesucht BW | Ehemaliges hessisches Bergamt | Bauhaus, Engelsburg 6 LageFlur: 2, Flurstück: 103/7             |              | 1700    |       |
| Bild gesucht BW | Rähmbauten Brunnenstraße 4    | Bauhaus, Brunnenstraße 4 LageFlur: 2, Flurstück: 15/2           |              | 1778    |       |
| Bild gesucht BW | Forsthaus                     | Bauhaus, Zum Lichtloch 2 LageFlur: 2, Flurstück: 73             |              | 1900    |       |
| Bild gesucht BW | Ehemalige Volksschule         | Bauhaus, Schulstraße 0.N. LageFlur: 2, Flurstück: 50/1          |              | 1935    |       |
| Bild gesucht BW | Schachtanlage Schnepfenbusch  | Bauhaus LageFlur: 9, Flurstück: 1/15                            |              | 1934    |       |
| Bild gesucht BW | Haupthaus Vorwerk Gunkelrode  | Bauhaus, Vorwerk Gunkelrode LageFlur: 11, Flurstück: 23/1       |              | um 1800 |       |
| Bild gesucht BW | Gehöft Vorwerk Bellers        | Bauhaus, Vorwerk Bellers LageFlur: 14, Flurstück: 21/1 und 21/5 |              | um 1800 |       |

### Dens
| Bild                   | Bezeichnung                                 | Lage                                                      | Beschreibung | Bauzeit                      | Daten |
| ---------------------- | ------------------------------------------- | --------------------------------------------------------- | --- | ---------------------------- | ----- |
| Bild gesucht BW        | Ehemaliges Pfarrhaus                        | Dens, Am Riegelbach 3 LageFlur: 3 II, Flurstück: 22/6     | | Mitte 18. Jahrhundert        |       |
| Bild gesucht BW        | Haupthaus einer Hofanlage Am Riegelbach 4   | Dens, Am Riegelbach 4 LageFlur: 3 II, Flurstück: 309/15   | | Erste Hälfte 18. Jahrhundert |       |
| Evangelische Kirche    | Evangelische Kirche                         | Dens, Am Riegelbach 4 LageFlur: 3 II, Flurstück: 24       | | 1640                         |       |
| Bild gesucht BW        | Wohn-Wirtschaftsgebäude Cornberger Straße 1 | Dens, Cornberger Straße 1 LageFlur: 3 II, Flurstück: 51/1 | | Erste Hälfte 18. Jahrhundert |       |
| Bild gesucht BW        | Wirtschaftsgebäude Cornberger Straße 3      | Dens, Cornberger Straße 3 LageFlur: 3 II, Flurstück: 38/1 | | um 1800                      |       |
| Ehemaliges Dorfgericht | Ehemaliges Dorfgericht                      | Dens, Hauptstraße LageFlur: 3 II, Flurstück: 147/2        | In der Mitte des kreisförmig ummauerten Angers steht zwischen zwei einander gegenüberliegenden Zugängen eine Linde, die als ein Naturdenkmal geschützt wird. Der Anger wurde wegen seiner Bedeutung als ehemalige Gerichtsstätte aus geschichtlichen Gründen zum Kulturdenkmal erklärt. |                              |       |

### Mönchhosbach
| Bild            | Bezeichnung                                    | Lage                                                        | Beschreibung | Bauzeit                   | Daten |
| --------------- | ---------------------------------------------- | ----------------------------------------------------------- | ------------ | ------------------------- | ----- |
| Bild gesucht BW | Abschluss einer Hofanlage Am Anger 4           | Mönchhosbach, Am Anger 4 LageFlur: 4, Flurstück: 64/1       |              | 1669                      |       |
| Bild gesucht BW | Ehemaliges Gemeinde-Hirtenhaus                 | Mönchhosbach, Am Anger 7 LageFlur: 4, Flurstück: 38         |              | 1. Hälfte 18. Jahrhundert |       |
| Bild gesucht BW | Abschluss einer Hofanlage Am Anger 4           | Mönchhosbach, Am Kirchweg 1 LageFlur: 4, Flurstück: 40      |              | 1827                      |       |
| weitere Bilder  | Evangelische Kirche                            | Mönchhosbach, Am Kirchweg 2 LageFlur: 4, Flurstück: 58      |              | 1781                      |       |
| Bild gesucht BW | Wohnhaus und Wirtschaftsgebäude Lange Straße 1 | Mönchhosbach, Lange Straße 1 LageFlur: 4, Flurstück: 112/13 |              | 1901                      |       |
| Bild gesucht BW | Hofreite Lange Straße 6                        | Mönchhosbach, Lange Straße 6 LageFlur: 5, Flurstück: 14/1   |              | Mitte 18. Jahrhundert     |       |

### Süß
| Bild            | Bezeichnung                                | Lage                                                                  | Beschreibung | Bauzeit                         | Daten |
| --------------- | ------------------------------------------ | --------------------------------------------------------------------- | ------------ | ------------------------------- | ----- |
| Bild gesucht BW | Hakenhof Am Überloor 1                     | Süß, Am Überloor 1 LageFlur: 2, Flurstück: 125                        |              | Mitte 18. Jahrhundert           |       |
| Bild gesucht BW | Hofreite Am Überloor 10                    | Süß, Am Überloor 10 LageFlur: 1, Flurstück: 90                        |              | 1820                            |       |
| Bild gesucht BW | Ehemaliges Gasthaus                        | Süß, Braugasse 2 LageFlur: 2, Flurstück: 22                           |              | 1779                            |       |
| Bild gesucht BW | Hofanlage Friedhofstraße 1                 | Süß, Friedhofstraße 1 LageFlur: 2, Flurstück: 159/1                   |              | Frühes 19. Jahrhundert          |       |
| Bild gesucht BW | Traufenhaus Hasselfeld 7                   | Süß, Hasselfeld 7 LageFlur: 2, Flurstück: 24                          |              | um 1800                         |       |
| Bild gesucht BW | Abschluss einer Hofanlage Hotzelgasse 3    | Süß, Hotzelgasse 3 LageFlur: 2, Flurstück: 159/1                      |              |                                 |       |
| Bild gesucht BW | Ehemaliges Dorfgericht                     | Süß, Schieferstraße o.Nr. LageFlur: 2, Flurstück: 110/7               |              |                                 |       |
| Bild gesucht BW | Abschluss einer Hofanlage Schieferstraße 3 | Süß, Schieferstraße 3 LageFlur: 2, Flurstück: 154                     |              | Mitte 18. Jahrhundert           |       |
| Bild gesucht BW | Rähmbau Schieferstraße 5                   | Süß, Schieferstraße 5 LageFlur: 2, Flurstück: 148                     |              | Mitte 18. Jahrhundert           |       |
| Bild gesucht BW | Fachwerkhaus Schieferstraße 6              | Süß, Schieferstraße 6 LageFlur: 2, Flurstück: 107                     |              | Spätes 18. Jahrhundert          |       |
| Bild gesucht BW | Hofreite Schieferstraße 7                  | Süß, Schieferstraße 7 LageFlur: 2, Flurstück: 121                     |              | Spätes 18. Jahrhundert          |       |
| Bild gesucht BW | Ehemaliges Pfarrhaus                       | Süß, Schieferstraße 12 Lage                                           |              | 1780                            |       |
| Bild gesucht BW | Evangelische Kirche                        | Süß, Schieferstraße 14 LageFlur: 2, Flurstück: 2                      |              | 1824–1825                       |       |
| Bild gesucht BW | Ernhaus Schieferstraße 17                  | Süß, Schieferstraße 17 LageFlur: 1, Flurstück: 57/1                   |              | Mitte 18. Jahrhundert           |       |
| Bild gesucht BW | Fachwerkhaus Schieferstraße 19             | Süß, Schieferstraße 19 LageFlur: 1, Flurstück: 56                     |              | Letztes Viertel 17. Jahrhundert |       |
| Bild gesucht BW | Kopfbau Schieferstraße 21                  | Süß, Schieferstraße 21 LageFlur: 1, Flurstück: 34                     |              | Spätes 18. Jahrhundert          |       |
| Bild gesucht BW | Rähmbau Schieferstraße 22                  | Süß, Schieferstraße 22 LageFlur: 2, Flurstück: 6                      |              | 1908                            |       |
| Bild gesucht BW | Erntennenhaus Schieferstraße 26            | Süß, Schieferstraße 26 und Sperlingsberg 1 LageFlur: 1, Flurstück: 28 |              | 18. Jahrhundert                 |       |

### Weißenhasel
| Bild                | Bezeichnung                                   | Lage                                                        | Beschreibung | Bauzeit | Daten |
| ------------------- | --------------------------------------------- | ----------------------------------------------------------- | --- | --- | ----- |
| Bild gesucht BW     | Rähmbau Bachstraße 13                         | Weißenhasel, Bachstraße 13 LageFlur: 11, Flurstück: 63      | | Erste Hälfte 18. Jahrhundert |       |
| Bild gesucht BW     | Ernhaus Bachstraße 25a                        | Weißenhasel, Bachstraße 25a LageFlur: 11, Flurstück: 83/1   | | Ende 18. Jahrhundert |       |
| Bild gesucht BW     | Ehemalige Mühle                               | Weißenhasel, Hinzbach 1 LageFlur: 11, Flurstück: 29/1       | | |       |
| Bild gesucht BW     | Unterstallhaus Hinzbach 8                     | Weißenhasel, Hinzbach 8 LageFlur: 11, Flurstück: 39/1       | | Spätes 17. Jahrhundert |       |
| Bild gesucht BW     | Zwei Sandsteinpfosten am Eingang zum Friedhof | Weißenhasel, Klengenstraße o.N. LageFlur: 10, Flurstück: 23 | | 1839 |       |
| Evangelische Kirche | Evangelische Kirche                           | Weißenhasel, Küppel 8 LageFlur: 9, Flurstück: 72/2          | Der Turm wurde mit der Vorgängerkirche 1659 errichtet. Die neugotische Halle entstand im Jahr 1909. Sie besitzt einen eingezogenen polygonalen Chor sowie ein Scheinquerhaus aus Turm- und Eingangsbau und wird von einer Holztonne geschlossen | 1659/1909 |       |
| Bild gesucht BW     | Hofanlage Kupferstraße 7                      | Weißenhasel, Kupferstraße 7 LageFlur: 12, Flurstück: 17/3   | | |       |
| Bild gesucht BW     | Abschluss einer Hofanlage Kupferstraße 11     | Weißenhasel, Kupferstraße 11 LageFlur: 12, Flurstück: 15/1  | | 1872 |       |
| Bild gesucht BW     | Gebäudegruppe Oberdorf 2                      | Weißenhasel, Oberdorf 2 LageFlur: 10, Flurstück: 14/2       | | um 1800 |       |
| Bild gesucht BW     | Fachwerkhaus Oberdorf 16                      | Weißenhasel, Oberdorf 16 LageFlur: 10, Flurstück: 64/1      | | Spätes 18. Jahrhundert |       |
| Bild gesucht BW     | Wohnhaus und Altenteiler Oberdorf 21          | Weißenhasel, Oberdorf 21 LageFlur: 10, Flurstück: 100/4     | | Frühes 19. Jahrhundert |       |
| Oberhaselermühle    | Oberhaselermühle                              | Weißenhasel LageFlur: 12, Flurstück: 48                     | Das auch Gerlachsmühle genannte Gehöft wird als der Rest des aufgegebenen Dorfes Oberhasel angesehen | Zu den aus geschichtlichen Gründen unter Denkmalschutz stehenden Gebäuden gehört das aus dem späten 18. Jahrhundert stammende Wohnstallhaus, dessen Stallbereich um 1900 erneuert wurde und die gegenüber liegende Scheune aus dem Jahr 1797 |       |